# 石川楯
石川楯（いしかわの たて、生没年不詳）は、雄略天皇の臣下。

## 人物
雄略天皇二年、天皇は百済から貢進された百済王族の娘・池津媛を宮中に招き入れようとしたが、池津媛は徹底的に雄略天皇を嫌い抜き、かねてから好意を寄せていた石川楯と駆け落ちした。これを知った雄略天皇は、追手を差し向けると二人を捕縛し、大伴室屋に命じて、二人の手足を木に縛り、桟敷の上に置かせ、火を付けて焼き殺して処刑した。